# محمد شیخ‌الدین
محمد شیخ‌الدین (انگلیسی: Mohammed Sheikh Eldin؛ زادهٔ ۱۹ مارس ۱۹۸۵) بازیکن فوتبال اهل سودان است.